# 揖斐政雄
揖斐 政雄（いび まさお）は、戦国時代から安土桃山時代にかけての武士。

## 概要
揖斐氏は土岐頼清の次男・土岐頼雄が美濃国大野郡揖斐郷に住んだことに始まり、詮頼（頼詮とも）-政延-頼延-詮延-詮政-政勝-政雄と続いた。揖斐政延の代に尾張国葉栗郡奈良郷に移住し、天正13年（1585年）の織田信雄の分限帳によれば政雄も尾張国丹羽郡羽根郷・中奈良郷（現在の愛知県丹羽郡扶桑町、江南市中奈良町）を拠点とした。
織田信雄に仕え、天正12年（1584年）の小牧・長久手の戦いでは11人の首を取ったという。その後は信雄とともに出羽国に移住して文禄元年（1592年）2月13日に同地で死去した。